# Subdivisões do Kosovo
O Kosovo está subdividido em distritos. Um Distrito (Rreth, em albanês; Дистрикт, em sérvio, transliterado ''Distrikt) é a divisão administrativa de maior nível no Kosovo. Os distritos estão, por sua vez, subdivididos em municípios. 
O Kosovo é uma antiga província da Sérvia e tem sido administrado pelas Nações Unidas desde a Guerra do Kosovo de 1999. Em 17 de fevereiro de 2008 o Kosovo declarou sua independência, não reconhecida pela Sérvia. 

## Distritos
Após a implantação da Missão de Administração Interina das Nações Unidas no Kosovo, estabelecida em 1999, novos distritos foram formados. São os seguintes:

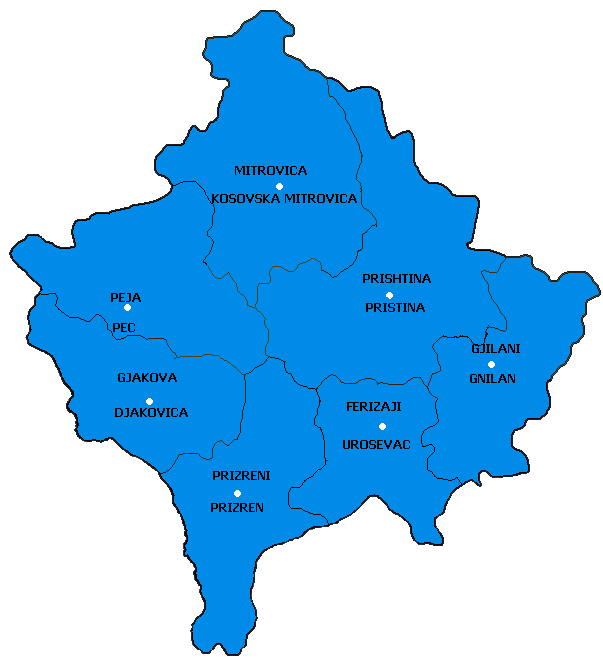
Distritos estabelecidos pela UNMIK.

| Distrito                                                  | Capital            | Área em km² | População em 2002 | População por km² | Municípios                                                                     |
| --------------------------------------------------------- | ------------------ | ----------- | ----------------- | ----------------- | ------------------------------------------------------------------------------ |
| Distrito de Đakovica (Đakovički okrug)                    | Đakovica           | 1042        | 242.077           | 232               | - Đakovica - Dečani - Orahovac                                                 |
| Distrito de Gnjilane (Gnjilanski okrug)                   | Gnjilane           |             |                   |                   | - Gnjilane - Kosovska Kamenica - Vitina                                        |
| Distrito de Kosovska Mitrovica (Kosovskomitrovački okrug) | Kosovska Mitrovica |             |                   |                   | - Kosovska Mitrovica - Leposavić - Srbica - Vučitrn - Zubin Potok - Zvečan     |
| Distrito de Peć (Pećki okrug)                             | Peć                |             |                   |                   | - Peć - Istok - Klina                                                          |
| Distrito de Priština (Prištinski okrug)                   | Priština           |             |                   |                   | - Priština - Glogovac - Kosovo Polje - Lipljan - Novo Brdo - Obilić - Podujevo |
| Distrito de Prizren (Prizrenski okrug)                    | Prizren            |             |                   |                   | - Prizren - Dragaš - Suva Reka - Mališevo                                      |
| Distrito de Uroševac (Uroševački okrug)                   | Uroševac           |             |                   |                   | - Uroševac - Štimlje - Kačanik - Štrpce                                        |

## Municípios
Os distritos estão subdivididos em 30 municípios:
| O município (em albanês: komuna, em sérvio: opština / општина) é a divisão administrativa básica do Kosovo O primeiro nome é o albanês, o segundo o sérvio. | O município (em albanês: komuna, em sérvio: opština / општина) é a divisão administrativa básica do Kosovo O primeiro nome é o albanês, o segundo o sérvio. | O município (em albanês: komuna, em sérvio: opština / општина) é a divisão administrativa básica do Kosovo O primeiro nome é o albanês, o segundo o sérvio. | O município (em albanês: komuna, em sérvio: opština / општина) é a divisão administrativa básica do Kosovo O primeiro nome é o albanês, o segundo o sérvio. |
| --- | --- | --- | --- |
| Mapa dos municípios do Kosovo | 01. Deçan / Dečani | 11. Albanik / Leposavić | 21. Prizren |
| Mapa dos municípios do Kosovo | 02. Dragash / Dragaš | 12. Lipjan / Lipljan | 22. Skënderaj / Srbica |
| Mapa dos municípios do Kosovo | 03. Gjakovë / Đakovica | 13. Malishevë / Mališevo | 23. Shtërpcë / Štrpce |
| Mapa dos municípios do Kosovo | 04. Gllogovc / Glogovac | 14. Mitrovicë / Kosovska Mitrovica | 24. Shtime / Štimlje |
| Mapa dos municípios do Kosovo | 05. Gjilan / Gnjilane | 15. Novobërdë / Novo Brdo | 25. Suharekë / Suva Reka |
| Mapa dos municípios do Kosovo | 06. Burim / Istok | 16. Kastriot / Obilić | 26. Ferizaj / Uroševac |
| Mapa dos municípios do Kosovo | 07. Kaçanik / Kačanik | 17. Rahovec / Orahovac | 27. Viti / Vitina |
| Mapa dos municípios do Kosovo | 08. Kamenicë / Kosovska Kamenica | 18. Pejë / Peć | 28. Vushtrri / Vučitrn |
| Mapa dos municípios do Kosovo | 09. Klinë / Klina | 19. Podujevë / Podujevo | 29. Zubin Potok |
| Mapa dos municípios do Kosovo | 10. Fushë Kosovë / Kosovo Polje | 20. Prishtinë / Priština | 30. Zveçan / Zvečan |
| Fonte: OSCE - Regulamento da UNMIK 2000/43: albanês, sérvio (PDF)                                                                                           | | | |